# スゲーニョ
スゲーニョは、ワタナベエンターテインメント所属のお笑いコンビ。2018年4月結成。ワタナベコメディスクール26期生。2025年6月21日にドリルフィンフィンズからスゲーニョへの改名を発表した。

## メンバー
髙橋 良平（たかはし りょうへい、1992年10月13日 - ）（32歳）
ツッコミ（一部のコントではボケ）担当、立ち位置は向かって右。
- 福島県喜多方市出身。

金成 裕也（かなり ゆうや、1992年8月5日 - ）（32歳）
ボケ（一部のコントではツッコミ）・ネタ作り担当、立ち位置は向かって左。
- 福島県会津美里町出身。

## 来歴
早稲田大学お笑い集団POP3出身。
2023年3月27日、金成裕也の出身地である会津美里町の宣伝を行う「会津美里町観光大使」に任命される。
同年10月17日、喜多方ラーメン大使に任命される。
2025年6月21日、「ドリルフィンフィンズ」から「スゲーニョ」に改名。新コンビ名「スゲーニョ」について、髙橋は「スゲーって言われたいからスゲー、ニョはポニョみたいでかわいいから足しちゃったニョ！」と説明している。

## 賞レースでの戦績

### M-1グランプリ
| 年度（回）       | 結果      | エントリー No. | 会場                              | 日程           | 備考 |
| ---------------- | --------- | -------------- | --------------------------------- | -------------- | ---- |
| 2017年（第13回） | 2回戦進出 | 2189           | [東京] 雷5656会館ときわホール     | 10月7日（土）  |      |
| 2018年（第14回） | 2回戦進出 | 1408           | [東京] 雷5656会館ときわホール     | 10月5日（金）  |      |
| 2019年（第15回） | 2回戦進出 | 1964           | [東京] 雷5656会館ときわホール     | 10月21日（月） |      |
| 2020年（第16回） | 1回戦敗退 | 1107           | [東京] シダックスカルチャーホール | 9月16日（水）  |      |
| 2021年（第17回） | 2回戦進出 | 264            | [東京] 雷5656会館ときわホール     | 10月13日（水） |      |
| 2022年（第18回） | 1回戦敗退 | 3458           | [東京] シダックスカルチャーホール | 10月4日（火）  |      |
| 2023年（第19回） | 2回戦進出 | 459            | [東京] 雷5656会館ときわホール     | 10月21日（土） |      |
| 2024年（第20回） | 2回戦進出 | 1279           | [東京] 雷5656会館ときわホール     | 10月20日（日） |      |

## 出演

### テレビ
- しゃかりきカンパニー（2019年6月1日 - 2020年3月31日、ケーブルテレビ (企業)）[5]

- ドリフィンの逸品応援団（2023年4月30日 - 、福島中央テレビ）[6]

### CM
- 河京 河京の喜多方ラーメン「鶴の恩返し2億食突破編」（2024年6月 - ）[7]

## 単独ライブ
- ドリルフィンフィンズ ネタライブ「ふくしMAX!!」（2024年9月8日、会津若松市生涯学習センター 多目的ホール（会津稽古堂））